# Epimedium multiflorum
Epimedium multiflorum là một loài thực vật có hoa trong họ Hoàng mộc. Loài này được T.S.Ying mô tả khoa học đầu tiên năm 2001.